# 히라이데 료
히라이데 료(일본어: 平出 涼, 1991년 7월 18일 ~ )는 일본의 축구 선수이다.

## 구단 경력
그는 2010년부터 2020년까지 J리그의 FC 도쿄, 카탈레 도야마, 가고시마 유나이티드 FC에서 활동하였다.